# Vladimir Kondra
Vladimir Grigoryevich Kondra (em russo:  Владимир Григорьевич Кондра; Vladikavkaz, 16 de novembro de 1950) é um ex-jogador de voleibol russo que competiu pela União Soviética em três edições de Jogos Olímpicos, conquistando uma medalha de cada valor, além de ter sido uma vez campeão mundial e cinco vezes campeão europeu. Atualmente é treinador de voleibol.

## Carreira
Kondra participou de sua primeira Olimpíada em 1972, onde a seleção soviética obteve a medalha de bronze. Na edição seguinte, em Montreal 1976, ele fez parte da equipe medalhista de prata, jogando em todas as cinco partidas disputadas.
Quatro anos mais tarde ganhou a medalha de ouro nos Jogos Olímpicos de 1980, em sua última participação nas Olimpíadas. Kondra foi ainda campeão mundial em 1978 e cinco vezes campeão europeu.
Após encerrar a carreira profissional passou a trabalhar como treinador, conquistando dois títulos nacionais e dois títulos europeus com o CSKA Moscou e dois títulos da Grécia com o Olympiacos.